# Журнал математичної фізики, аналізу, геометрії
«Журнал математичної фізики, аналізу, геометрії» — науковий журнал, видаваний Фізико-технічним інститутом низьких температур імені Б. І. Вєркіна НАН України. Виходить від 1994 року в Харкові, 4 рази на рік. До 2005 року виходив під назвою «Математическая физика, анализ, геометрия».
У журналі друкуються статті з різних розділів математики.

## Тематика журналу
У журналі публікуються оригінальні та оглядові статті за такими напрямками:
- Математичні задачі сучасної фізики
- Комплексний аналіз і його застосування
- Асимптотичні задачі диференціальних рівнянь
- Спектральна теорія операторів, включано з оберненими задачами та їх застосування
- Геометрія в цілому і диференціальна геометрія
- Функціональний аналіз, теорія зображень і операторні алгебри, включно з ергодичними аспектами

Журнал приймає статті англійською, українською та російською мовами.

## Головні редактори
- Марченко Володимир Олександрович: 1994—1999 рр.
- Островський Йосип Володимирович: 2000—2004 рр.
- Пастур Леонід Андрійович: з 2005 року.

## Історична довідка
Історія математичних видань у Харкові в цілому має глибоке коріння. У 1879 році засновано Харківське математичне товариство і практично відразу після заснування, з 1880 року, воно видавало збірник «Повідомлення Харківського математичного товариства» («Сообщения и протоколы заседаний математического общества при Императорском Харьковском университете»).
У 1960 році публікації Повідомлень Харківського математичного товариства було припинено, однак пізніше, в 1965 році завдяки зусиллям Н. І. Ахієзера засновано збірник «Теория функций, функциональний анализ и их применения» (Теорія функцій, функціональний аналіз та їх застосування), а також «Украинский геометрический сборник» (Український геометричний збірник).
У 1994 році на базі згаданих вище журналів Математичне відділення ФТІНТ організувало журнал «Математическая физика, анализ, геометрия» (Математична фізика, аналіз, геометрія), першим головним редактором якого став В. О. Марченко. Журнал виходив чотири рази на рік.